# Історія Ніжинського державного університету імені Миколи Гоголя
Історія Ніжинського державного університету імені Миколи Гоголя

## XIX століття
- 1805 р., 19 липня. Граф І. А. Безбородько, за порадою князя В. П. Кочубея звернувся до царя, щоб отримати дозвіл на відкриття в Ніжині «училища вищих наук», яке прирівнювалося б до університету. Для його будівництва, крім своїх, він також використав кошти, які заповідав для «богоугодных заведений» його брат князь О. А. Безбородько.
- 1805 р., 25 липня. Царський сенат прийняв постанову про заснування і будівництво в Ніжині Гімназії вищих наук князя Безбородька.
- 1806 р., 23 березня. Міністр народної освіти подав на розгляд Головного управління училищ план будівництва Гімназії.
- 1815 р. Помер граф І. А. Безбородько, справа будівництва Гімназії переходить до його онука Олександра Кушелєва-Безбородька.
- 1815. Граф О. Г. Кушелєв-Безбородько подарував Гімназії книгозбірню, близько 1900 томів, що лягла в основу майбутньої наукової бібліотеки.
- 1817 р., 6 червня. Завершено будівництво Гімназії за проектом академіка архітектури Луїджі Руски, під безпосереднім керівництвом будівничого архітектора Івана де Лукіні.
- 1820 р., 4 вересня (за старим стилем). Відкрито Гімназію вищих наук кн. Безбородька, що відзначалася особливими правами і привілеями. Її першим директором став відомий вчений Василь Григорович Кукольник, доктор права, філософії і вільних мистецтв (1765—1821), а 19 квітня — попечителем князь Олександр Кушелєв-Безбородько.
- 1821 р. Директором Гімназії призначений Іван Семенович Орлай (1770—1829), вчений-енциклопедист, доктор медицини, філософії, магістр словесних наук.
- 1826 p., червень. Відбувся перший випуск Гімназії.
- 1826 p., 28 грудня. Офіційний дозвіл про відкриття в Гімназії театру, який діяв до 1828 p. під керівництвом М. Гоголя.
- 1830 p., лютий. Відкрито в Гімназії «справу про вільнодумство».
- 1832 p. Гімназію перепрофільовано в Ніжинський фізико-математичний ліцей.
- 1833 p. Відбувся останній випуск Гімназії вищих наук. За час існування навчального закладу було випущено 105 чол.
- 1835 p. Директором ліцею став відомий вчений, медик, філософ, психолог Християн Адольфович Екеблад (1800—1877).
- 1840 р., 24 квітня. Видано офіційний указ про реорганізацію Ніжинського фізико-математичного ліцею в Ніжинський юридичний ліцей князя Безбородька.
- 1840 р., 24 квітня. Засновано Ніжинську класичну гімназію.
- 1845 р. Князь О. Г. Кушелєв-Безбородько подарував ліцеєві колекцію картин художників різних шкіл Італії, Франції, Німеччини та інших країн XIV–Х!Х ст. (усього 175 картин у позолочених рамах), яка лягла в основу картинної галереї, що збереглася донині.
- 1846 р. Ніжин у супроводі Олександра Афанасьєва-Чужбинського відвідав Тарас Шевченко, зустрічався з ліцеїстами, на згадку про зустріч записав в альбом студентові Миколі Гербелю першу строфу вірша «Миколі Гоголю».
- 1856 р. Директором юридичного ліцею став Єгор Павлович Стеблін-Каминський (1815–?), високоосвічений благородний керівник, який значно поповнив фонди бібліотеки, відкрив кабінет природної історії із 4600 експонатами мінералів і опудал тварин та птахів, а також мюнцкабінет.
- 1859 р. М. Гербель підготував і видав накладом 600 примірників перший нарис «Лицей князя Безбородько», присвячений пам'яті князя О. Г. Кушелєва-Безбородька. Повторне видання вийшло в 1881 р. під назвою «Гимназия высших наук и лицей князя Безбородько».
- 1869 р. Посаду директора зайняв Михайло Корнійович Чалий (1816—1907), відомий український письменник, педагог, перший біограф Т. Г. Шевченка.
- 1873 р., листопад. Вийшло розпорядження про поступове закриття Ніжинського юридичного ліцею. За час його існування було здійснено 34 випуски, підготовлено 835 юристів.
- 1875 р., 14 вересня. Замість Ніжинського юридичного ліцею за ініціативою міністра освіти графа Д. А. Толстого відкрито Історико-філологічний інститут кн. Безбородька.
- 1875 р., 1 січня. Директором Історико-філологічного інституту кн. Безбородька призначено відомого вченого, доктора філології, професора Миколу Олександровича Лавровського (1825—1899).
- 1877 р. Почали виходити «Известия Историко-филологического института кн. Безбородько в Нежине», які видавалися протягом 45 років.
- 2-а половина 70-х — початок 80-х років XIX ст. — в інституті сформувалася відома в усьому світі ніжинська славістична школа, до якої належали відомі вчені А. С. Будилович, Р. Ф. Брандт, В. В. Качановський. Г. А. Ільїнський, М. Н. Сперанський.
- 1882 р. В Інституті відкрито історичне відділення, що сприяло формуванню наукової «історичної школи», з якою пов'язані імена істориків М. Я. Арістова, М. М. Бережкова, В. Г. Ляскоронського, П. І. Люперсольського. В. К. Піскорського, І. Г. Турцевича та ін.
- 1882 p. Директором інституту стає Микола Єфремович Скворцов (1836—1902), філософ і педагог.
- 1893 р. Директором інституту призначено Фрідріха Фердинандовича Гельбке (1842 — ?). Саме в цей час сформувалася кафедра слов'янських мов.
- 1894 р. В інституті з ініціативи проф, М. М. Бережкова, А. В. Добіаша та ін. було створено Історико-філологічне товариство, яке мало своє наукове періодичне видання «Сборник Историко-филологического общества при Институте кн. Безбородько в Нежине». Головою товариства був спочатку директор Інституту проф. Ф. А. Гельбке, а потім проф. І. Г. Турцевич.

## XX століття
- 1900 р. Під головуванням професора А. В. Добіаша утворено археологічну комісію, діяльність якої спрямовувалася на вивчення місцевих історичних пам'яток. Ставилося питання і про вивчення в інституті української мови.
- 1907 р. Директором призначено директора Іванова Івана Івановича (1862—1929 рр.) — талановиту й ініціативну людину, філософа, історика, літературознавця і мистецтвознавця. Він розробив проект перебудови інституту.
- 1909 р. Урочисто відкрито меморіальну дошку з написом: «Здесь учился Гоголь с мая 1821 по июнь 1828 года», яка й нині прикрашає фасад університету.
- 1909 р. З ініціативи проф. П. О. Заболотського та М. М. Сперанського створено кімнату-музей Миколи Гоголя.
- 1910 р. родичі проф. К. Ф. Радченка передали у спадок інститутові бібліотеку вченого (515 книг).
- 1911 р. На губернських зборах у Чернігові вирішено порушити клопотання перед Міністерством освіти про перетворення Ніжинського історико-філологічного інституту у вищий педагогічний інститут або «педагогічну академію», а класичної гімназії при інституті — в гімназію загального типу. Спеціально створена (у 1912 р.) комісія відхилила проект Чернігівського земства, але визнала необхідність загальної реформи інституту.
- 1914 р., 25 квітня. Студенти інституту відзначили 100 років від дня народження Т.Шевченка, незважаючи на заборону царизму.
- 1916 р. Професор П. В. Тихомиров за активної підтримки інших професорів та викладачів відкрив Вищі жіночі історико-філологічні курси.
- 1918 р. Уперше за майже 100 років існування Ніжинської вищої школи до навчання були допущені жінки. Першою студенткою-жінкою в інституті стала Олена Олександрівна Левковцева.
- 1918 р. Група професорів на чолі з B. I. Ляскоронським підготувала документ про створення на базі Інституту університету традиційного типу. Було розроблено проект і статут «Академії ім. Князя Безбородька». Гетьман Павло Скоропадський видав указ про відкриття в Ніжині університету.
- 1918 р., 27 серпня. Професор В. Г. Ляскоронський дав обітницю на вірність Україні.
- 1918 р., квітень. Чернігівське губернське земство постановило реформувати Ніжинський історико-філологічний інституту в педагогічний, за зразком московського педагогічного інституту.
- 1919 p., 26 січня. Нарком освіти В. П. Затонський підписав розпорядження про передачу навчального закладу на утримання держави. Історико-філологічний інститут завершив своє існування.
- 1920 p., червень — 1921 p., вересень. Вища школа в Ніжині працювала під назвою «Науково-педагогічний Інститут».
- 1921 p. На базі Науково-педагогічного інституту створено Ніжинський інститут народної освіти.
- 1922 р., 28 вересня. Утворено кафедри: фізико-математичну, природничу, історії культури, історії, літературну, мовознавчу, теорії і практики соціального виховання, педології.
- 1923 р. В Інституті почала працювати громадсько-літературна студія, яка вважалася філіалом літературної організації «Плуг».
- 1923 р. В Інституті створений історико-краєзнавчий музей, який розмістився в приміщенні колишньої інститутської Свято-Олександрівської церкви. Ініціатором та першим керівником музею був проф. О. С. Грузинський.
- 1924 p. Створено науково-дослідну кафедру історії культури і мови.
- 1924 p., 1 лютого. Бюро вишу ухвалило рішення про українізацію інституту, все діловодство та викладання усіх навчальних предметів переводилося на українську мову. Для надання допомоги співробітникам та викладачам були відкриті курси.
- 1924 р. За ініціативою проф. Я. М. Колубовського створено педологічний кабінет-лабораторію, де протягом чотирьох років досліджувались обдарованість, емоції дітей, провадились досліди з рефлексології.
- 1924 р. Почали виходити «Наукові записки Ніжинського ІНО», вийшло 10 томів.
- 1925 p., січень. З ініціативи проф. М. Н. Петровського. М. М. Бережкова, А. Г. Єршова, B. I. Рєзанова, Є. А. Рихлика засновано Ніжинське наукове краєзнавче товариство.
- 1929 р. Репресії у зв'язку Із «справою СВУ». Серед арештованих — Петро Одарченко.
- 1932 p., 17 жовтня. За розпорядженням Народного комісаріату освіти України навчальний заклад реорганізовано в Педагогічний інститут професійної освіти для підготовки вчителів-предметників. Працювали такі відділення: історико-економічне, мовно-літературне, агробіологічне і фізико-математичне.
- 1933 p., серпень. В Чернігові відбувся зліт радянських письменників та літгуртківців області, на якому була засуджена робота літературної студії «На штурм» Ніжинського педінституту за те, що «перед її очима в „Записках Ніжинського ІСВ“ друкувались ворожі нам націоналістичні статті з літератури, педагогіки та ін.».
- 1933–34 pp. Нова хвиля репресій в Ніжинському педінституті.
- 1934 р. Відбувся перший випуск Ніжинського педагогічного інституту. 238 випускників стали вчителями середніх шкіл.
- 1934 р. Приєднання до Інституту Мринського педагогічного технікуму. Розпочалася підготовка вчителів початкових класів.
- 1934 р. Утворився факультет природознавства.
- 1935 р. При інституті створено зоологічний музей.
- 1936 р. На базі педагогічного інституту відкрито Ніжинський учительський педінститут з дворічним терміном навчання.
- 1937–38 pp. Масові репресії в інституті.
- 1938 р. Директором інституту призначено кандидата економічних наук, доцента Івана Матвійовича Гречка.
- 1939 р. Указом Президії Верховної Ради СРСР за значні успіхи в підготовці педагогічних кадрів та в зв'язку із 130-річчям автора «Ревізора» інститутові присвоєно ім'я Миколи Васильовича Гоголя.
- 1939 р. Бібліотека поповнилась зібраннями книг проф. В. І. Рєзанова (610 томів) та М. М. Бережкова (560 томів).
- 1939 р. Останній випуск робітфаку при інституті. За 18 років його закінчило 1540 робітників і селян.
- 1941 р. інститутську бібліотеку поповнила книгозбірня проф. І. Г. Турцевича (913 томів).
- 1941 р., 13 вересня. Ніжин окупували фашисти, інститут перетворили у госпіталь, у студентському гуртожитку (вул. Богуна) розташувалися фельдкомендатура і жандармерія, знищено меблі, цінні прилади, книги.
- 1941 р. Під керівництвом студентів Дмитра Чичковського та Михайла Поляченка створено підпільну організацію ОУН, у 1942 р. її керівників фашисти розстріляли.
- 1942 р., червень. Створено підпільну антифашистську організація під керівництвом Якова Батюка, до якої увійшли і студенти педінституту. 6 та 7 вересня 1943 р. її учасників фашисти розстріляли.
- 1943 р. Сапери 7-го механізованого корпусу 60-ї армії генерала І. П. Корчагіна розмінували будівлю інституту.
- 1943 р. Директором інституту призначено доцента Дмитра Івановича Кузнєцова.
- 1949 р. Відкрито факультет англійської мови, який функціонував до 1959 р.
- 50-ті роки. Створено музей історії інституту.
- 1952 р., 1–2 березня. У ніжинському Будинку культури відбувся VII пленум правління Спілки письменників України, присвячений 100-річчю від дня смерті Миколи Гоголя. На ньому виступили: Л. Дмитерко, О. Полторацький, С. Олійник, О. Гончар та ін.
- 1953 р. Директором педінституту призначено кандидата філософських наук, доцент Повод Марко Іванович (1910—1985 рр.)
- 1957 р. Відкрито картинну галерею педінституту.
- 1960 р. На фасаді педінституту відкрито меморіальні дошки Євгенові Гребінці, Леоніду Глібову, Францішеку Богушевичу, у церемонії відкриття взяли участь українські і білоруські письменники.
- 1962 р. Поновлено роботу факультету англійської мови.
- 1964 р. Відкрито музично-педагогічним факультет.
- 1964 р. Ректором Ніжинського державного педагогічного інституту ім. М. В. Гоголя. призначено кандидата історичних наук, доцента Горбача Василя Матвійовича (1918—2001 рр.)
- 1968 р. Поновлено історичний факультет, який функціонував до 1972 р.
- 1970 р. З нагоди 150-ї річниці відкриття Ніжинської вищої школи побудовано новий навчальний корпус, гуртожиток № 3, будинок для викладачів.
- 1970 р., 18 серпня. Указом Президії Верховної Ради СРСР інститут нагороджений орденом Трудового Червоного Прапора.
- 1970 р. Створено спортивно-оздоровчий табір «Лісове озеро».
- 1978 р. Ректором педінституту призначено кандидата філологічних наук, доцента Федора Степановича Арвата, згодом — професора, академіка Академії педагогічних наук України.
- 1979 p. Проведено першу Міжнародну гоголівську конференцію, яка надалі проходить періодично. Започатковано систематичне вивчення в Ніжині творчості М. Гоголя.
- 1982 p. Народний художник СРСР С. Ф. Шишко подарував картинній галереї 36 своїх картин.
- 1983 р. Здано в експлуатацію гуртожиток № 4.
- 1985 p. Створено музей рідкісної книги ім. Григорія Васильківського.
- 1990 р. На території університету було відкрито перший в Україні пам'ятник Вчительці.
- 1990 p. Почав виходити науковий збірник «Література та культура Полісся», започаткований проф. Г. В. Самойленком.
- 1992 р., травень. Створено об'єднання товариства «Просвіта» Ніжинського педінституту.
- 1992 р., 23 листопада. Засновано газету «Просвіта» — орган об'єднання товариства «Просвіта» Ніжинського педінституту.
- 1993 р. За ініціативою проф. О. Г. Ковальчука вийшов перший випуск серії «Література української діаспори».
- 1993 р. Засновано хор «Світич» (керівники Людмила Шумська та Людмила Костенко).
- 1995 р. Ректором педінституту обрано доктора фізико-математичних наук, професора Василя Павловича Яковця.
- 1995 р., 4 вересня. Відзначення на державному рівні 175-річниці з моменту відкриття Ніжинської вищої школи. В урочистостях приурочених ювілею вузу брали участь Віце-прем'єр-міністр України І. Ф. Курас, перший заступник Міністра освіти і науки України В. О. Зайчук, інші офіційні особи. Інститут привітав Президент України Л. Д. Кучма.
- 1995 р., 10 вересня. Створено Гоголівський науково-методичний центр, з 1997 р. він видає збірник «Гоголезнавчі студії».
- 1996 р. У складі інституту відкрито обласний педагогічний ліцей.
- 1997 р., 20 жовтня. На базі Ніжинського державного педагогічного інституту ім.. М. В. Гоголя відбулася нарада ректорів вищих навчальних закладів ІІІ-IV рівня акредитації Київського регіону, де обговорювалися питання реформування вищої освіти в державі. До Ніжина прибули 35 ректорів інститутів а університетів регіону
- 1998 p., січень. На фасаді Гоголівського корпусу відкрито меморіальні дошки Юрію Збанацькому та Євгену Гуцалу.
- 1998 p., 1 лютого. На базі історико-філологічного факультету створено історико-правознавчий та філологічний факультети.
- 1998, 7 липня. Державна акредитаційна комісія України ухвалила рішення про акредитацію Ніжинського педагогічного інституту за найвищим IV рівнем акредитації.
- 1998 p., 4 вересня. Кабінет Міністрів України прийняв розпорядження (№ 1381) «Про створення Ніжинського державного педагогічного університету імені Миколи Гоголя».
- 1998 р. Відбувся перший випуск магістрів з восьми спеціальностей — всього 32 особи.
- 1998 p., 4 листопада. У Міністерстві освіти України зареєстровано Статут Ніжинського державного педагогічного університету імені Миколи Гоголя.
- 1999 p., 22 червня. Кабінет Міністрів України прийняв Постанову (№ 1100) про Створення в Ніжинському державному педагогічному університеті імені Миколи Гоголя Центру гуманітарної співпраці з українською діаспорою.
- 1999 р., 20 вересня. Ніжинський державний університет імені Миколи Гоголя відвідав перший космонавт України Леонід Каденюк.
- 1999 р., 13 жовтня. Приїзд до Гоголівського вузу Прем'єр-міністра України В. П. Пустовойтенка.
- 1999 р. Створено навчально-методичний центр у м. Новгород-Сіверський.

## XXI століття
- 2000 р. Запровадження загально університетського фестивалю студентської самодіяльності «Студентська весна».
- 2000 р. Відзначення 125-ї річниці філологічного факультету.
- 2001 р. Створено навчально-методичний центр у м. Прилуках.
- 2002 р. У пам'ять про 150 річницю з дня смерті М. В. Гоголя в університеті відкрито оновлений Музей М. В. Гоголя.
- 2004 р., 15 жовтня. Розпорядженням Кабінету Міністрів України (744-р) на базі педагогічного університету створено Ніжинський державний університет імені Миколи Гоголя.
- 2005 р., 18 березня. Зустріч колективу університету з народним депутатом Верховної Ради V скликання, головою Комітету з питань прав людини Г. Й. Удовенком.
- 2005 р., 25 травня. Приїзд до університету Голови Верховної Ради В. М. Литвина.
- 2005 р., 25 жовтня. Зустріч викладачів і студентів університету з творчою групою програми «Історія в іменах».
- 2005 р., 28 жовтня. Святкування 200-річчя від дня заснування Ніжинської вищої школи. Вітальні телеграми надійшли від Президента України В. А. Ющенка, Голови Верховної Ради України В. М. Литвина, Міністра освіти і науки України С. М. Ніколаєнка.
- 2006 р., 10 лютого. На конференції трудового колективу відбулися вибори ректора університету. Ним став доктор політичних наук, професор Бойко Олександр Дмитрович.
- 2001 р. Створено навчально-методичний центр у м. Прилуках.
- 2002 р. У пам'ять про 150 річницю з дня смерті М. В. Гоголя в університеті відкрито оновлений Музей М. В. Гоголя.
- 2004 р., 15 жовтня. Розпорядженням Кабінету Міністрів України (744-р) на базі педагогічного університету створено Ніжинський державний університет імені Миколи Гоголя.
- 2005 р., 18 березня. Зустріч колективу університету з народним депутатом Верховної Ради V скликання, головою Комітету з питань прав людини Г. Й. Удовенком.
- 2005 р., 25 травня. Приїзд до університету Голови Верховної Ради В. М. Литвина.
- 2005 р., 25 жовтня. Зустріч викладачів і студентів університету з творчою групою програми «Історія в іменах».
- 2005 р., 28 жовтня. Святкування 200-річчя від дня заснування Ніжинської вищої школи. Вітальні телеграми надійшли від Президента України В. А. Ющенка, Голови Верховної Ради України В. М. Литвина, Міністра освіти і науки України С. М. Ніколаєнка.
- 2006 р., 10 лютого. На конференції трудового колективу відбулися вибори ректора університету. Ним став доктор політичних наук, професор Бойко Олександр Дмитрович.
- 2006 р., 20 лютого. Зустріч колективу університету з Міністром освіти і науки України С. М. Ніколаєнком.
- 2006 р., 4 вересня. Участь студентів і викладачів університету у відзначенні 125-річчя з дня встановлення першого в світі пам'ятника М. В. Гоголю.
- 2006 р., 20 грудня. Гість Ніжинського державного університету імені Миколи Гоголя — Надзвичайний і Повноважний Посол Канади в Україні Абанна Данн.
- 2007 р., 5 березня. З лекцією «Конституційна реформа в Україні» перед студентами та викладачами історико-юридичного факультету виступив народний депутат України, заступник Голови ВР Микола Томенко.
- 2007 р., вересень. Факультет психології та соціальної роботи відзначив перший ювілей — п'ять років свого існування.
- 2007 p., вересень. На фасаді Гоголівського корпусу відкрито меморіальну дошку відомому славісту, одному з основоположників білоруського мовознавства й літературознавства, випускникові Ніжинського історико-філологічного інституту (1885 р.) академіку Ю. Ф. Карському.
- 2007 р., жовтень. Відбулася зустріч студентів і викладачів університету з шеф-редактором телевізійного проекту «Великі українці» Вахтангом Кіпіані.
- 2007 р., листопад. В університеті був відзначений 125-річний ювілей історико-юридичного факультету.
- 2008 р., 24 січня. В університеті пройшли Всеукраїнські наукові читання «Українська революція 1917—1921 рр.: подвиг героїв Крут», організовані Українським інститутом національної пам'яті, Інститутом історії України НАНУ, Чернігівською обласною державною адміністрацією, Ніжинським державним університетом імені Миколи Гоголя та Сіверським інститутом регіональних досліджень.
- 2008 р., 20 березня. На базі НДУ імені Миколи Гоголя відбувся круглий стіл з питань співпраці між Ніжинським університетом, управлінням освіти ЧОДА та структурами управління освіти області.
- 2008 р., 26-30 березня. Участь молодіжного хору університету «Світич» у Міжнародному фестивалі церковної музики «VIRGO LAURETANA» В\в місті Лоретто, Італія.
- 2008 р., квітень. Проведення VII Всеукраїнського юніорського конкурсу вокальної, диригентської та інструментально-виконавської майстерності.
- 2008 р., 23 травня. На базі університету пройшло зовнішнє тестування з географії.
- 2008 р., 23-24 травня. З ініціативи посольства України в Республіці Білорусь та Мінського товариства українців «Заповіт» на базі університету була проведена Міжнародна конференція «Україно-Білоруські культурні зв'язки: історія і сучасність».
- 2008 р., вересень. На базі факультету іноземних мов відбувся Міжнародний науковий семінар «Новітні інформаційні технології».
- 2008 р., 27 вересня. Віце-спікер ВР, народний депутат України Микола Томенко в стінах університету провів презентацію трьох аудіодисків «Головні пісні України», «Класика української літератури: живі голоси» та «Живий голос Василя Симоненка».
- 2008 р., 30 вересня. Університет відвідав відомий московський журналіст-аналітик Л.Парфонов із знімальною групою, що працює над створенням двосерійного фільму про М. В. Гоголя.
- 2008 р., жовтень. Участь молодіжного хору «Світич» у Всеукраїнській хоровій асамблеї «VIVAT AKADEMIA!» (Національна музична академія України імені П. І. Чайковського).
- 2008 р., жовтень. На базі факультету іноземних мов університету проведено Міжнародну наукову конференцію «Інновації у вищій школі».
- 2008 р., 28-30 жовтня. Делегація НДУ імені Миколи Гоголя взяла участь у Міжнародному слов'янському форумі студентської молоді країн співдружності: Росії, України, Республіки Білорусь «Нам этот мир завещано сберечь».
- 2008 р., жовтень. Гастрольна поїздка молодіжного хору університету «Світич» до Республіки Білорусь.
- 2008 р., листопад. Ректор університету з робочим візитом відвідав ряд вищих навчальніх закладів столиці Республіка Білорусь.
- 2008 р., грудень. В університеті традиційно відбувся VII конкурс «Міс університет».
- 2008 р., грудень. Ректор університету і проректор з наукової роботи та міжнародних зв'язків відвідали Республіку Польща. Під час візиту були проведені переговори щодо налагодження тісної співпраці з вищими навчальними закладами Польщі та нашого університету.
- 2009 р. 22 січня. У день 90-ї річниці Соборності України в м. Батурині на території Національного історико-культурного заповідника «Гетьманська столиця» була відкрита композиція «Гетьманська слава» за участі Президента України В. А. Ющенка, на церемонії відкриття пам'ятника була присутня делегація студентів та викладачів Ніжинського державного університету імені М.Гоголя.
- 2009 р. 23 січня. У місті Бровари Київської області відбувся Міжобласний науково-методичний семінар викладачів іноземної мови «Шляхи формування в учнів позитивної мотивації до вивчення іноземних мов», у роботі якого взяли участь викладачі факультету іноземних мов НДУ імені Миколи Гоголя.
- 2009 р. 4 березня. На базі НДУ імені Миколи Гоголя відбулися Всеукраїнські лінгвістичні читання «Репресовані мовознавці», у яких взяли участь провідні науковці країни.
- 2009 р. березень. Виставка творів видатного випускника Ніжинської вищої школи Миколи Гоголя в Музеї рідкісної книги університету, присвячена 200-річчю з дня народження письменника.
- 2009 р. 1 квітня. Урочисте погашення поштової марки, випущеної Укрпоштою з нагоди 200-річного ювілею з дня народження М. В. Гоголя. Покладання квітів до пам'ятників М. В. Гоголя.
- 2009 р. 2 квітня. ІІ Міжрегіональний конкурс студентських команд КВН на «Кубок Гоголя»
- 2009 р. 10 квітня. Відкриття картинної галереї після реекспозиції. Екскурсії до музею М. В. Гоголя, музею Ніжинської вищої школи, музею рідкісної книги.
- Презентація ювілейних видань, присвячених 200-річчю від дня народження М. В. Гоголя
- Урочисті зібрання професорсько-викладацького складу, студентів, співробітників і почесних гостей університету та ювілейний концерт з нагоди 200-річчя з дня народження Миколи Гоголя.
- 2009 р. 10 — 11 квітня. ІІ літературно-мистецький фестиваль «Четвертий літературний вимір — Гоголівка»
- 2009 р. 29 квітня. На базі Ніжинського державного університету імені Миколи Гоголя відбулася Міжнародна студентська наукова Інтернет-конференції «Повсякденність окупації: „новий порядок“ та суспільство окупованих регіонів СРСР у 1941—1944 рр.»
- 2009 р. 14 травня. Х Міжнародна конференція «Творча спадщина Миколи Гоголя і сучасний світ», присвячена 200-літтю з дня народження письменника.
- 2009 р. травень. Молодіжний хор «Світич» Ніжинського державного університету імені Миколи Гоголя відзначив своє 15-річчя святковим концертом.
- 2009 р. 20 — 24 травня . Молодіжний хор «світич» — учасник XV Міжнародного хорового фестивалю у м. Нансі (Франція)
- 2009 р. жовтень. IV Міжнародна конференція — «Українська діаспора: погляд із ХХІ століття», приурочена до 10-річчя створення Центру гуманітарної співпраці з українською діаспорою, що діє на базі університету.
- 2009 р. 12 жовтня. Відбулася зустріч Голови Верховної Ради України Володимира Михайловича Литвина зі студентами, співробітниками та професорсько-викладацьким складом університету.
- 2009 р. жовтень. Факультет іноземних мов святкує 60 років від дня відкриття.
- 2009 р. 26 — 28 листопада V Міжнародна конференція «Знаки питання в історії України: Україна на перехресті цивілізацій».
- 2009 р. грудень. Міжнародна науково-практична конференція «Актуальні проблеми підготовки фахівців у галузі соціально-педагогічної діяльності».